# Nepenthes truncata
Nepenthes truncata Macfarl., 1911 è una pianta carnivora della famiglia Nepenthaceae, originaria delle isole di Dinagat, Leyte e Mindanao, nelle Filippine, dove cresce a 0–1500 m.

## Conservazione
La Lista rossa IUCN classifica Nepenthes truncata come specie in pericolo di estinzione (Endangered).